# Pupillin
Pupillin é uma comuna francesa na região administrativa de Borgonha-Franco-Condado, no departamento de Jura. Estende-se por uma área de 6,61 km². Em 2010 a comuna tinha 244 habitantes (densidade: 36,9 hab./km²).